# Tumbak Bayuh
Tumbak Bayuh is een bestuurslaag in het regentschap Badung van de provincie Bali, Indonesië. Tumbak Bayuh telt 2997 inwoners (volkstelling 2010).